# Boeil-Bezing
Boeil-Bezing is een gemeente in het Franse departement Pyrénées-Atlantiques (regio Nouvelle-Aquitaine). De plaats maakt deel uit van het arrondissement Pau en het gemeentelijk samenwerkingsverband Communauté de Communes du Pays de Nay. In de gemeente ligt spoorwegstation Boeil-Bezing. De gemeente telde 1.330 inwoners op 1 januari 2022.

## Geschiedenis
Tijdens het ancien régime was Boeil een baronie. De gemeente is ontstaan in 1868 door de fusie van de gemeenten Boeil en Bezing. Al eerder, rond 1800, waren de katholieke parochies van de twee dorpen samengevoegd.

## Geografie
De oppervlakte van Boeil-Bezing bedroeg op 1 januari 2022 8,5 vierkante kilometer; de bevolkingsdichtheid was toen 156,5 inwoners per km². De gemeente ligt in het zuidwesten van het departement in de historische landstreek Béarn. De dorpskern ligt op ongeveer 234 meter hoogte. De Gave de Pau en de Nagoin, een zijrivier, stromen door de gemeente.

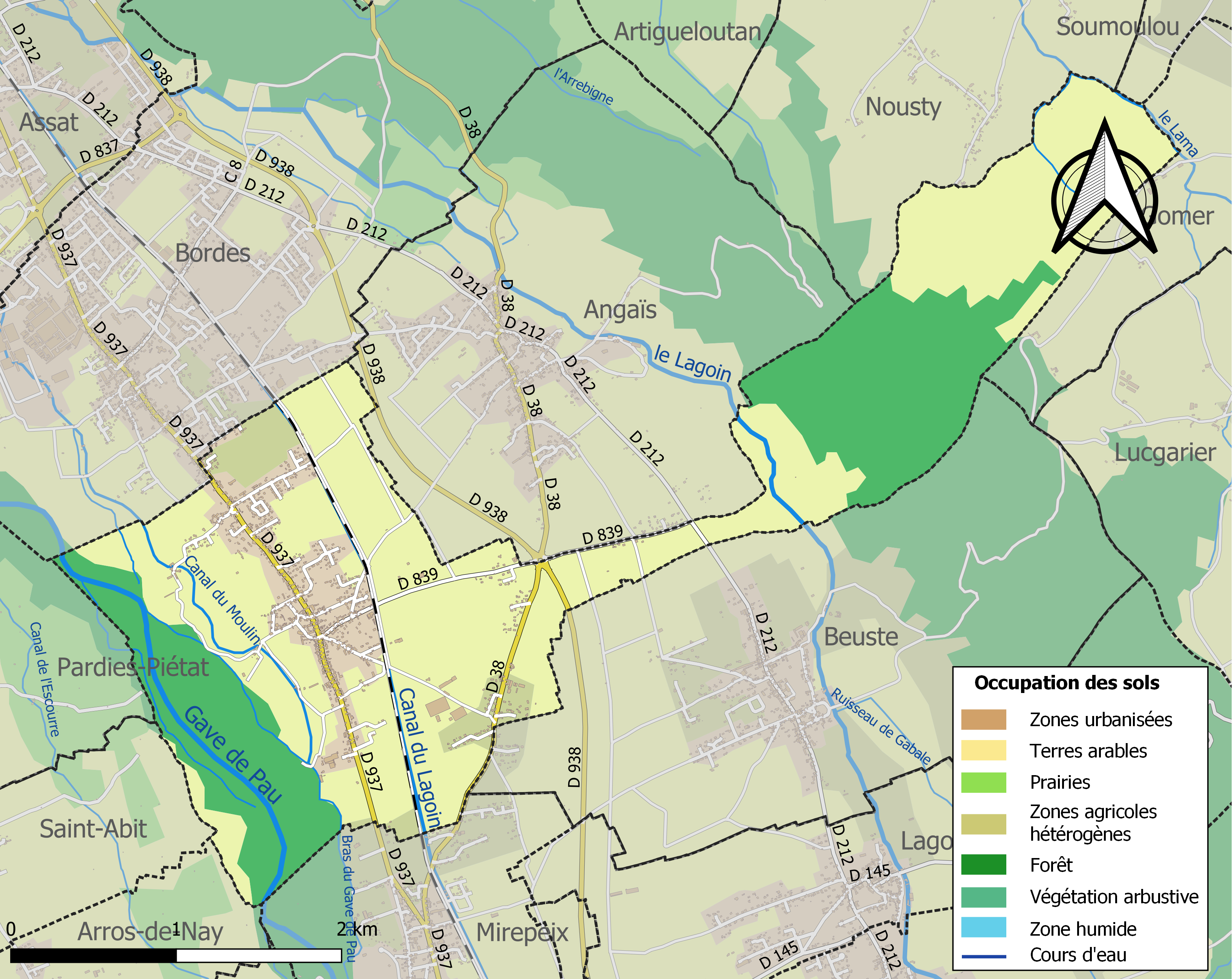
Kaart van de gemeente met belangrijkste infrastructuur, bodemgebruik en omliggende gemeenten

## Demografie
In 1868 telde de gemeente 786 inwoners. Voor de fusie telde Boeil 643 inwoners en Bezing 143 inwoners.
Onderstaande figuur toont het verloop van het inwonertal (bron: INSEE-tellingen).

## Bezienswaardigheden
Het Château de Bernadotte werd aan het begin van de 19e eeuw gebouwd door de ouders van maarschalk Jean-Baptiste Bernadotte. De moeder van Bernadotte, Jeanne de Saint-Vincent (1728-1809), was afkomstig uit Boeil. De kerk Saint-Vincent-Diacre van Boeil werd gebouwd in 1871 maar draagt een 12e-eeuws timpaan in romaanse stijl van de vroegere kerk die werd afgebroken. De kerk van Bezing is 16e-eeuws en werd in 1806 overgedragen aan de protestantse gemeenschap.